# Timotei Aioanei
Timotei Aioanei, născut Cristinel-Gabriel Aioanei, (n. 13 noiembrie 1966, Rădășeni, Suceava) este un cleric ortodox român, autor al mai multor monografii bisericești. Din anul 2014, Timotei Aioanei este episcop-vicar al Arhiepiscopiei Bucureștilor, cu titulatura Prahoveanul. 
A fost ales membru al Uniunii Scriitorilor din România în anul 2016, iar în 2018 a fost laureat al Premiului „Dumitru Stăniloae” al Academiei Române.
A devenit membru al Societății Scriitorilor Bucovineni la data de 31 ianuarie 2022.
A publicat peste 1000 de articole, prezentări și eseuri în Mitropolia Moldovei și Sucevei, Teologie și Viață, Candela Moldovei, Telegraful Român, Credința neamului, Cronica Romanului, Vestitorul ortodoxiei, Ziarul Lumina, Cronica, Dacia literară, Crai nou, România liberă, Ceahlăul etc. Participant la numeroase congrese și simpozioane organizate în țară și în străinătate (Ucraina, Grecia, R. Moldova, Italia), cu activități cultural-misionare de amploare, realizator al unor emisiuni la radio și televiziune, în mod deosebit la Radio Trinitas din Iași.

## Studii
A urmat cursuri de școală generală și doi ani de liceu la Fălticeni, apoi Seminarul Teologic de la Mănăstirea Neamț (1984-1989). A început studiile superioare la București, în cadrul Institutului Teologic cu grad universitar. După ce a fost mutat la Catedrala Mitropolitană din Iași, ca arhidiacon al mitropolitului Daniel Ciobotea, arhidiaconul Timotei a fost transferat la Facultatea de Teologie din Iași, pe care o termină în anul 1993. A urmat un curs de elină modernă la Facultatea de Filosofie și Litere a Universității din Atena. A urmat apoi cursuri de doctorat în Teologie sub îndrumarea pr. prof. dr. Constantin Pătuleanu, pregătind lucrarea cu tema: Istoria Așezămintelor Românești de la Ierusalim, Iordan și Ierihon, susținută la Facultatea de Teologie Ortodoxă „Justinian Patriarhul” din București la data de 25 februarie 2014 și apreciată prin calificativul „Exceptional” (Summa cum laude) . 

## Scrieri
- Lucrări în volum[9]: Schitul Vovidenia - Tradiție și actualitate, Ed. Trinitas, Iași, 1995 (reeditată în 2002 și 2007), 74 p.; Atribuțiile starețului / stareței, eclesiarhului și duhovnicului mănăstirii, Ed. Trinitas, Iași, 2005 (broșură); Portrete în cuvinte, Ed. Trinitas, Iași, 2007, 312 p.; Viețuitori din chinovia Neamțului în veacul al XX-lea. Biografii, Ed. Trinitas, Iași, 2008, 420 p.; Itinerarii spirituale, Ed. Cuvântul Vieții, București, 2008, 326 p.; Lumina din viața oamenilor, Ed. Cuvântul Vieții, București, 2009, 316 p.; Aduceri aminte despre oameni și locuri din ținutul Fălticenilor, Ed. Mușatinii, Suceava, 2009, 278 p.; Schitul Icoana Nouă. Poarta deschisă către cer, Ed. Sf. Mina, Iași, 2009, 200 p.; Dincolo de cuvinte, Ed. Basilica, București, 2012, 388 p.; Rădășeni - frânturi de istorie sacră, București, 2010, 68 p.; Rădășeni - o grădină a Raiului, București, 2010, 280 p.; Biserica Sfinții Mucenici Mercurie și Ecaterina din Rădășeni - micromonografie, București, 2011, 30 p.; Biserica Sfinții Apostoli Petru și Pavel din Rădășeni - micromonografie, București, 2011, 30 p.; Pelerin în căutarea luminii, Ed. Trinitas, București, 2012, 472 p.; Slujind lui Dumnezeu în Catedrala Patriarhală, Ed. Basilica, București, 2013, 224 p.; Mitropolitul Antonie Plămădeală și amintirea unei prietenii, Scrisori, vol. I, Ed. Andreiana, Sibiu, 2013, 496 p.; Mitropolitul Antonie Plămădeală și amintirea unei prietenii, Scrisori, vol. II, Ed. Andreiana, Sibiu, 2014, 258 p.; Istoria așezămintelor românești de la Ierusalim, Iordan și Ierihon, Ed. Basilica, București, 2014, reed. 2016, 128 p.; Patriarhii României. Evocări omagiale, Ed. Basilica, București, 2015, 44p.; Chipuri de ieri și de azi în rama veșniciei, Ed. Trinitas, București, 2015, 400 p.; Schitul Vovidenia. Altarul din poiana liniștii, Ed. Basilica, București, 2015, 160p.; Monahi tipografi de altădată, Ed. Cuvântul Vieții, București, 2016, 201p.; Părintele Benedict Ghiuș - duhovnic smerit și mărturisitor al lui Hristos în temnițele comuniste (coordonator), Ed. Cuvântul Vieții, București, 2017, 248p.; Pagini vechi și noi din istoria Lavrei Neamțului, vol. I și II, Ed. Basilica, București, 2018, 391 p.; 373 p. Așezămintele românești de la Ierusalim, Iordan și Ierihon. Trecut și prezent, Ed. Basilica, București, 2018, 558 p. (lucrarea de doctorat, revăzută și adăugită); Frumusețea satului românesc - Patrimoniu și tradiții în Arhiepiscopia Bucureștilor, Ed. Cuvântul Vieții, București, 2019, 278 p.; Așezămintele românești de la Ierusalim, Iordan și Ierihon. Album monografic, Ed. Basilica, București, 2019, 332 p.; Însemnări pe lespedea inimii, vol. I, Ed. Cuvântul Vieții, București, 2021, 416 p.; Însemnări pe lespedea inimii, vol. II, Ed. Cuvântul Vieții, București, 2021, 280 p.; Amintiri așezate în rama prieteniei, Ed. Semne, București, 2021, 164p. Cuvintele Domnului comoara ascunsă în țarină. Predici la Praznice Împărătești și Sfinți, vol. I, Ed. Cuvântul Vieții, București, 2022, 680 p.; Cuvintele Domnului comoara ascunsă în țarină. Predici la Praznice Împărătești și Sfinți, vol. II, Ed. Cuvântul Vieții, București, 2022, 764 p.; Sfânta Împărăteasă Pulheria, cinstitoarea Preasfintei Născătoare de Dumnezeu, Ed. Cuvântul Vieții, București, 2022, 192 p.; Privind mereu către Lumină, Ed. Monitorul Oficial, București, 2022, 464 p.; În căutarea răsplătirii celei drepte, Ed. Monitorul Oficial, București, 2022, 504 p.; Schitul Vovidenia, pagini de istorie, spiritualitate și cultură, Ed. Doxologia, Iași, 2022, 214 p.; Izvoarele amintirilor prin dumbrăvile minunate, Ed. Crimca, Suceava, 2022, 1088 p.; Clerici slujitori ai Catedralei Patriarhale și ai Capitalei, Editura Cuvântul Vieții, 2023, 416 p.; Privind spre Muntele Athos, de departe, 2023, 340 p.; Adevăruri ascunse în dialoguri, Ed. Delta Cart Educational, Călinești, 2023, 447 p.; Cinstire la 70 de ani de slujire a Altarului, catedrei și semenilor - Pr. prof. Gheorghe Onofrei, București, 2023, 384 p.; Aduceri aminte despre viața mamei mele, Elena Aioanei, București, 2023, 622 p.; Roman Stanciu Ialomițeanul. Crâmpeie din viața unui ierarh, București, Ed. Cuvântul Vieții, 2023, 223 p.; Anamneze. Slujitori ai Bisericii în evocări și portrete, Ed. Spandugino, București, 2023, 246 p.; Am călcat și eu pe urmele Domnului. Pelerin în Țara Sfântă, Ed. Cuvântul Vieții, București, 2024, 632 p.; Dorul după Dumnezeu și biruința Crucii, Ed. Cuvântul Vieții, București, 2024, 496 p.; Prin nevoințe spre cer, Ed. Cuvântul Vieții, București, 2024, 304 p.; Treptele pocăinței - chipuri îngerești de monahii, Ed. Cuvântul Vieții, București, 2024, 368 p.

## Distincții și titluri academice și culturale[10]
- Ordinul Sfântul Apostol Pavel al Mitropoliei Tesalonicului, acordat de Mitropolitul Pantelimon (septembrie 1991);
- Medalia Mitropoliei de Neas Krinis și Kalamarias, conferită de Mitropolitul Procopios (august 1994);
- Ordinul Sfântul Victor de la Marseille – Franța (noiembrie 2000);
- Medalia jubiliară a Mitropoliei Moldovei la 600 de ani de la recunoașterea ei de către Patriarhia Ecumenică, oferită de Înaltpreasfințitul Daniel, Mitropolitul Moldovei și Bucovinei (octombrie 2001);
- Crucea cu Gramată, Detroit, S.U.A (noiembrie 2002);
- Crucea Mitropoliei de Veria, Naussa și Campania, oferită de Înaltpreasfințitul Mitropolit Pantelimon (2005);
- Vrednicia Vlăsceană a Episcopiei Giurgiului, din partea Preasfințitului Părinte Ambrozie Meleacă, Episcopul Giurgiului (2005);
- Cetățean de onoare al comunei Rădășeni, județul Suceava (2005);
- Crucea Moldavă pentru clerici, din partea Preafericitului Părinte Daniel, Patriarhul Bisericii Ortodoxe Române și Locțiitor de Mitropolit al Moldovei și Bucovinei - Iași (11 octombrie 2007);
- Crucea „Episcop Elie Miron Cristea” a Episcopiei Caransebeșului, din partea Preasfințitului Părinte Lucian, Episcopul Caransebeșului (2010);
- Crucea Mitropoliei de Drama, din partea Mitropolitului Pavlos Apostolidis (2010);
- Crucea Patriarhiei Ierusalimului, acordată de Patriarhul Teofil al III-lea al Ierusalimului (2011);
- Crucea Episcopiei Sloboziei și Călărașilor, din partea Preasfințitului Părinte Vincențiu, Episcopul Sloboziei și Calarașilor (2012);
- Președinte de Onoare al Asociației „Fălticeni Cultural” (2012);
- Cetățean de onoare al municipiului Fălticeni, jud. Suceava (2012);
- Ordinul „Sfântul Iachint de la Vicina” din partea Preasfințitului Părinte Visarion, Episcopul Tulcii (2012);
- Crucea Sfântul Cuvios Nicodim de la Tismana a Mitropoliei Olteniei, din partea Înaltpreasfințitului Părinte Irineu, Mitropolitul Olteniei (2013);
- Crucea patriarhală, din partea Preafericitului Părinte Patriarh Daniel (2014);
- Crucea Nordului pentru arhierei, din partea Preasfințitului Părinte Macarie, Episcopul Ortodox Român al Europei de Nord (2014);
- Ordinul „Sfinții Martiri Brâncoveni”, oferit de către Preafericitul Părinte Daniel, Patriarhul Bisericii Ortodoxe Române (2014);
- Engolpionul Patriarhiei Ierusalimului, primit din partea Patriarhului Teofil al III-lea (9 ianuarie 2015);
- Ordinul „Sfântul Ierarh Martir Antim Ivireanul”, oferit de Preafericitul Părinte Daniel, Patriarhul Bisericii Ortodoxe Române, București (2016);
- Membru al Uniunii Scriitorilor din România (2016);
- Ordinul „San Timoteo colaboratore di San Paulo”, oferit de Episcopul Gianfranco di Luca, Termoli, Italia (2017);
- Ordinul și engolpionul Sfinții Ierarhi Bălgrădeni, oferit de Înaltpreasfințitul Irineu, Arhiepiscopul Alba Iuliei (2018);
- Medalia „Patriarhul Ecumenic Bartolomeu”, București (24 noiembrie 2018);
- Crucea Casei Regale a României, conferită de Alteța Sa Regală Principesa Margareta, Custodele Coroanei, București (2018);
- Premiul „Dumitru Stăniloae” al Academiei Române, oferit de către președintele Academiei Române, acad. Ioan-Aurel Pop (2018);
- Ordinul „Crucea Australiană” a Episcopiei Ortodoxe Române din Australia și Noua Zeelandă, din partea Preasfințitului Părinte Mihail, Episcopul Ortodox Român al Australiei și Noii Zeelande (2020);
- Ordinul „Sfântul Ierarh Sava Brancovici” a Arhiepiscopiei Aradului, din partea Înaltpreasfințitului Părinte Timotei, Arhiepiscopul Aradului (21 iulie 2020);
- Ordinul „Episcop Roman Ciorogariu” al Episcopiei Ortodoxe Române a Oradiei, conferit de Preasfințitul Părinte Sofronie, Episcopul Ortodox Român al Oradiei (20 septembrie 2020);
- Diploma de excelență din partea Societății cultural-istorice „Mihai Viteazul” (24 iunie 2021);
- Engolpionul și Crucea Transilvană, conferite de Înaltpreasfințitul Părinte Andrei, Mitropolitul Clujului, Maramureșului și Sălajului (22 august 2021);
- Ordinul „Crucea Mărturisitorii Credinței Străbune”, conferit de Preasfințitul Părinte Andrei, Episcopul Covasnei și Harghitei;
- Ordinul „Sfântul Cuvios Ioan Iacob de la Neamț, Noul Hozevit”, însoțit de engolpion, conferit de Preafericitul Părinte Patriarh Daniel (16 decembrie 2021);
- Ordinul „Altarul Sfântului Apostol Pavel” al Mitropoliei de Veria, Nausa și Kampanias, Grecia (2021);
- Membru al Societății Scriitorilor Bucovineni (31 ianuarie 2022);
- Crucea de Aur, Jubileul de Argint al Pavliei, Veria, Grecia (2022);
- Medalia Jubiliară „500 ani de la sfințirea bisericii Mănăstirii Sfântul Ioan cel Nou de la Suceava”, conferită de Înaltpreasfințitul Părinte Calinic, Arhiepiscopul Sucevei și Rădăuților (24 iunie 2022);
- Ordinul „Sfinții Apostoli Petru și Pavel”, al Episcopiei Ortodoxe Române a Australiei și Noii Zeelande (5 august 2022);
- Ordinul Maica Domnului Rugătoarea, din partea Preafericitului Părinte Patriarh Daniel (30 septembrie 2022);
- Diploma și medalia aniversară 200 (1822-2022) Institut - Academie - Facultate, cu prilejul împlinirii a 200 de ani de la înființarea învățământului teologic la Arad, oferite de Universitatea „Aurel Vlaicu” și Facultatea de Teologie Ortodoxă „Ilarion V. Felea” din Arad;
- Engolpionul Marii Mănăstiri Vatopedu cu icoana Paramitia, Sfântul Munte Athos (13 noiembrie 2022);
- Ordinul „Sfântul Ierarh Neofit Cretanul, Mitropolitul Țării Românești”, conferit de Preafericitul Părinte Patriarh Daniel (21 mai 2023);
- Crucea Țării de Jos a Arhiepiscopiei Romanului și Bacăului, oferită de Înaltpreasfințitul Părinte Ioachim, Arhiepiscopul Romanului și Bacăului (2023);
- Diploma de Excelență din partea Consiliului local al comunei Rădășeni, județul Suceava, la 600 de ani de atestare documentară a localității (16 aprilie 2024);
- Premiul „Regal Literar” al Uniunii Ziariștilor Profesioniști din România, ed. a V-a, pentru lucrarea Roman Stanciu Ialomițeanul, crâmpeie din viața unui ierarh (2024);
- Ordinul Mitropolitan „Sfântul Cuvios Dimitrie cel Nou, Ocrotitorul Bucureștilor”, conferit de Preafericitul Părinte Daniel, Patriarhul Bisericii Ortodoxe Române (2024);
- Diploma omagială „2024 - Anul omagial al pastorației și îngrijirii bolnavilor”, oferită de Preafericitul Părinte Patriarh Daniel (2024).

## Controverse
În 2018, o anchetă jurnalistică a scos la iveală detalii despre colecțiile impresionante de obiecte bisericești deținute de episcopul Timotei. Conform investigațiilor, episcopul deține o colecție de 42 de mitre, cu prețuri pornind de la 1.200 de euro fiecare, valoarea totală a acestora depășind 70.000 de euro. Sursa care a oferit informațiile susținea că episcopul ar deține până la 60 de mitre, alături de peste 60 de seturi de cruci și engolpioane, precum și veșminte opulente, toate depozitate într-o cameră special amenajată. De asemenea, episcopul era văzut conducând o mașină 4x4, folosită doar la ocazii speciale.
În 2019, alte informații au relevat că valoarea totală a veșmintelor, crucilor, engolpioanelor și mitrelor deținute de episcop ar ajunge la aproximativ 1,5 milioane de euro. Printre acestea se numără seturi de veșminte estimate la un preț mediu de 4.000 de euro fiecare, cel mai scump set identificat având un preț de 25.000 de euro. De asemenea, episcopul ar deține 150 de bastoane din lemn nobil, îmbrăcate în fildeș, fiecare valorând aproximativ 3.500 de euro. Aceste obiecte ar fi fost comandate din Grecia, Australia și România.
Episcopul Timotei a fost citat în predici îndemnând credincioșii să evite cheltuielile exagerate și să se dedice milosteniei, ceea ce a atras acuzații de ipocrizie, având în vedere stilul său de viață. Într-o predică din 2017, el spunea: „Cine dintre noi și-ar schimba hainele bogate, hainele de firmă și foarte scumpe cu hainele unui cerșetor?”.